# 그랜트 홀트
그랜트 홀트(Grant Holt, 1981년 4월 12일~)는 잉글랜드의 전 축구 선수로, 포지션은 스트라이커이다.
과거 여러 하부리그 팀에서 뛰었었고 2001년 싱가포르 리그에서도 뛴 적이 있었다.
2011-12 시즌 노리치 시티의 공격을 주도하며 36경기에서 15골 3도움을 기록하며 팀 내 최다 득점을 기록하였다. 맨유, 리버풀, 첼시, 아스널 같은 빅팀들을 상대로 득점을 올리기도 했고 유로 2012 잉글랜드 대표 발탁설도 있었지만 아쉽게도 발탁되지 못하였다.